# Marathon van Amsterdam 1993
De marathon van Amsterdam 1993 werd gelopen op zondag 26 september 1993. Het was de achttiende editie van deze marathon.
De wedstrijd bij de mannen werd een overwinning voor de Japanner Kenichi Suzuki in 2:11.56. Bij de vrouwen maakte eveneens een Japanse de dienst uit. Het was Yoshiko Yamamoto, die de wedstrijd met overmacht won en het parcoursrecord verbeterde tot 2:29.12. Dit record zou tot 1998 stand houden. Tweede bij de vrouwenmarathon werd de Nederlandse Carla Beurskens in 2:31.48.

## Uitslagen

### Mannen
| rang   | naam                | land | tijd    |
| ------ | ------------------- | ---- | ------- |
| Goud   | Kenichi Suzuki      | JPN  | 2:11.56 |
| Zilver | Tonnie Dirks        | NED  | 2:12.27 |
| Brons  | Marti ten Kate      | NED  | 2:12.39 |
| 4      | Zithulele Sinqe     | RSA  | 2:15.29 |
| 5      | Belaye Wolashe      | ETH  | 2:15.43 |
| 6      | Koji Shimizi        | JPN  | 2:20.00 |
| 7      | Tadesse Woldmesekel | ETH  | 2:20.40 |
| 8      | Hans van de Mortel  | NED  | 2:23.40 |
| 9      | Jan Tau             | RSA  | 2:25.38 |
| 10     | Wodajo Bulti        | ETH  | 2:27.09 |

### Vrouwen
| rang   | naam                | land | tijd    |
| ------ | ------------------- | ---- | ------- |
| Goud   | Yoshiko Yamamoto    | JPN  | 2:29.12 |
| Zilver | Carla Beurskens     | NED  | 2:31.48 |
| Brons  | Zinaida Semyonova   | RUS  | 2:39.21 |
| 4      | Natalya Balaykina   | RUS  | 2:45.53 |
| 5      | Svetlana Poltanak   | RUS  | 2:49.20 |
| 6      | Marina Myschlyanova | RUS  | 2:50.16 |

1975 ·
1976 ·
1977 ·
1978 ·
1979 ·
1980 ·
1981 ·
1982 ·
1983 ·
1984 ·
1985 ·
1986 ·
1987 ·
1988 ·
1989 ·
1990 ·
1991 ·
1992 ·
1993 ·
1994 ·
1995 ·
1996 ·
1997 ·
1998 ·
1999 ·
2000 ·
2001 ·
2002 ·
2003 ·
2004 ·
2005 ·
2006 ·
2007 ·
2008 ·
2009 ·
2010 ·
2011 ·
2012 ·
2013 ·
2014 ·
2015 ·
2016 ·
2017 ·
2018 ·
2019 ·
2020 ·
2021 ·
2022 ·
2023 ·
2024 ·
2025